# 愛知県道497号田原豊橋自転車道線
愛知県道497号田原豊橋自転車道線（あいちけんどう497ごう たはらとよはしじてんしゃどうせん）は、愛知県豊橋市東細谷町と田原市伊良湖町を結ぶ一般県道（愛知県道）であり、太平洋岸自転車道の一部として位置づけられる渥美サイクリングロードの愛称で呼ばれる自転車道である。

## 概要

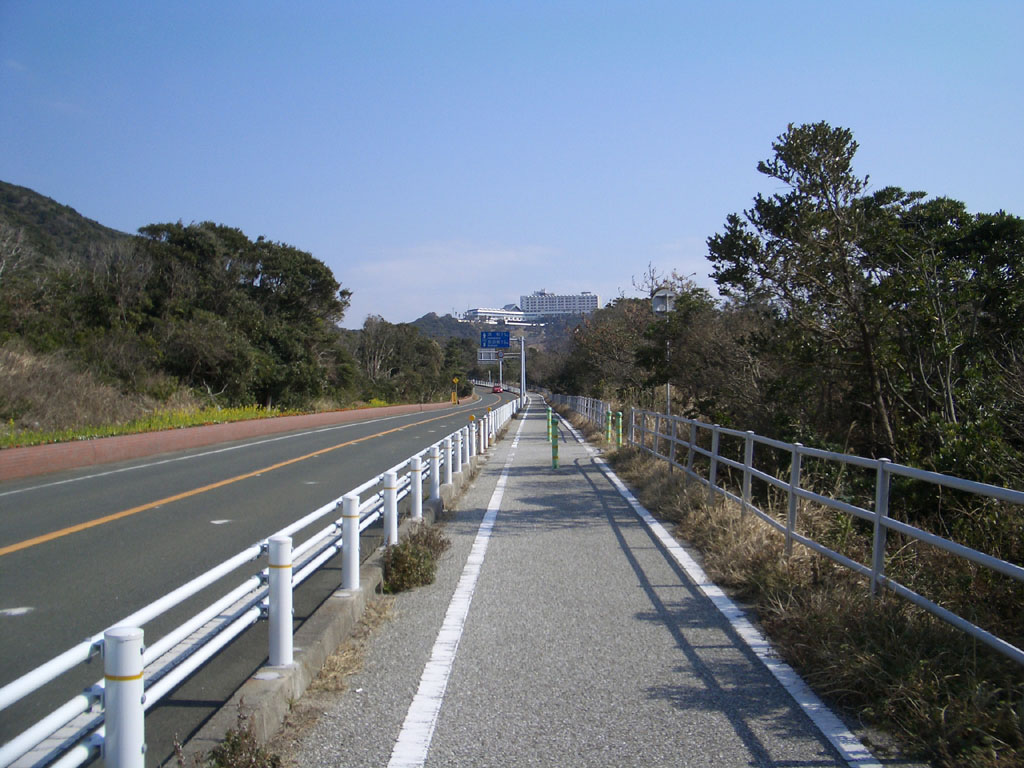
田原市伊良湖町。正面に伊良湖オーシャンリゾートを望む。

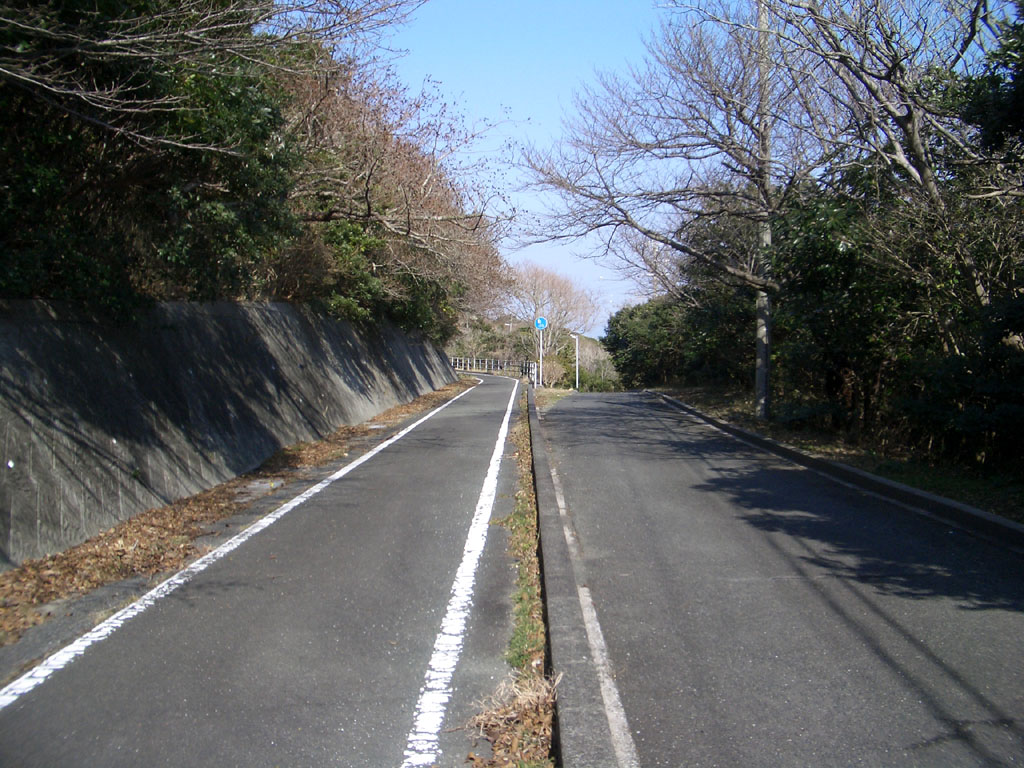
田原市日出町付近。

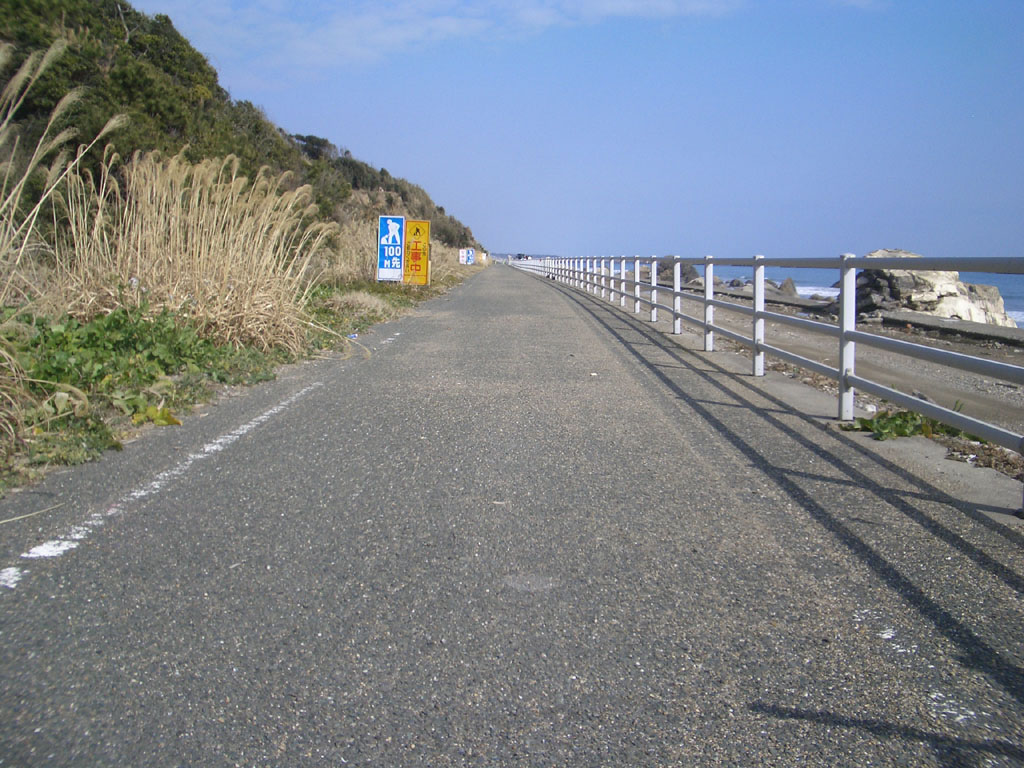
田原市堀切町付近。

渥美半島の自然に親しみながら、サイクリングや散歩などを楽しむために整備された、自転車と歩行者の専用道路である。
1973年度（昭和48年度）に着手し、2020年度（令和2年度）に完了の計画である。
田原市内の伊良湖町（伊良湖岬） - 小塩津町 - 越戸町 - 赤羽根町池尻（赤羽根漁港）の19.6キロメートル (km) 区間が、旧建設省と「道の日」実行委員会により制定された、「日本の道100選」の一つに選定されている。

### 路線データ
- 起点：愛知県豊橋市東細谷町
- 終点：愛知県田原市伊良湖町
- 総延長：54.8 km

## 歴史
- 1973年（昭和48年）：着手
- 1975年（昭和50年）3月10日：県道認定
- 1987年（昭和62年）8月10日：「日本の道100選」に選定され、顕彰を受ける[2]。
- 2008年（平成20年） 41.4kmについて整備済
- 2012年（平成24年） 46.4kmについて整備済

## 路線状況
サイクリングロードを使って、地元ではトライアスロン伊良湖大会などのイベントも実施されている。

### 別名
- 渥美サイクリングロード（豊橋市、田原市）

## 地理
太平洋と三河湾との間に、知多半島と向かい合うように細長く突き出て伸びる東西約40kmの渥美半島の太平洋岸に自転車道はあり、海岸は片浜一三里とよばれる直線の砂浜が続く。この地域は、冬も温暖なところで温室・露地栽培が盛んで、なかでも電照菊の栽培が渥美半島の特色である。
起点は、伊良湖岬から始まり、岬周辺は海岸段丘になっている。伊良湖岬の灯台付近は、古くから柿本人麻呂、松尾芭蕉などの歌人、俳人によってうたわれた景勝地であり、芭蕉句碑などが建つ。灯台から日出の石門まで恋路ヶ浜とよばれる約1kmにわたる白浜があり、夏はハマユウなどの海浜植物が花を咲かせる。海食によってつくられた洞門である日出の石門には、歌曲としても知られる島崎藤村の『椰子の実』の詩碑が建つ。日出ノ石門の東に、伊良湖フラワーパークがあり、温暖な気候を生かして亜熱帯植物や、球根ベゴニアなどが育てられている。

### 通過する自治体
- 田原市
- 豊橋市

### 主な接続路線
- 国道42号（表浜街道）

### 沿線
- 伊良湖岬